# Sautor

Cruz de Santo André.

Um sautor, aspa ou cruz de Santo André é um símbolo heráldico na forma de uma cruz diagonal ou letra X. Ela forma a bandeira da Escócia e a bandeira da Jamaica, e aparece em muitas outras bandeiras, brasões e selos.
A cruz de Santo André também leva esse nome pelo motivo do apóstolo André ter sido crucificado em uma cruz neste formato, pois, segundo ele, ele não era digno de ser crucificado igual ao Cristo. Assim sendo, seus algozes atenderam seu pedido e o crucificaram dessa forma, daí o nome de cruz de Santo André.

## A cruz de Santo André em bandeiras

Santo André paulista (Brasil)
Escócia (Reino Unido)
Cruz de São Patrício
Bandeira da cidade do Rio de Janeiro
Chuquisaca (Bolívia)
Bandeira do Império Espanhol até 1843
Nova Escócia (Canadá)
Armada Russa
Bandeira do Alabama ( EUA)
Bandeira da Flórida (EUA)
Jamaica
Bandeira de Jersey (D.C.B.)
Burundi
Estados Confederados
Amsterdão (Países Baixos)
Primeiro-ministro de Portugal
Ministro de Portugal
Bandeira de Logroño, (Espanha)
Ikurriña, Bandeira oficial do País Basco (Espanha)
Bandeira de Vitoria-Gasteiz, (Espanha)
Bandeira de Fortaleza, Fortaleza, Ceará, (Brasil)